# Jackson João Bosco Moreira dos Santos
Jackson João Bosco Moreira dos Santos (Santa Bárbara, 16 de novembro de 1956) mais conhecido como Jackson, é um ex-futebolista de salão do Brasil, que jogou na época em que a modalidade era regida pelas regras da FIFUSA.

## Carreira
Jackson começou sua carreira no Olympico-MG, em 1976, em uma época na qual o futebol de salão era um esporte amador. Ele permaneceu no clube até o ano de 1983. Depois, o ala atuou por diversos clubes nacionais, como Atlético, Perdigão-SC, Swift-Bordon-SP e Minas Tênis Clube.
Pela seleção brasileira de futebol de salão, sua primeira convocação aconteceu em 1979, para a disputa do Campeonato Sul-Americano na Colômbia. Neste torneio, Jackson conquistou o primeiro de inúmeros títulos com a camisa verde-amarela. Ele ainda seria um dos maiores destaques nas campanhas dos mundiais da FIFUSA em 1982, 1985.
A época, Jackson jogava com a camisa 12, atualmente em evidência no futsal brasileiro.

## Títulos
- Campeonato Mundial de Futebol de Salão de 1982 (Brasil)
- Campeonato Mundial de Futebol de Salão de 1985 (Espanha)
- Campeonato Pan-Americano de 1984 (Brasil)
- Campeonato Sul-Americano de 1979 (Colômbia)
- Campeonato Sul-Americano de 1983 (Uruguai)
- Campeonato Sul-Americano de 1986 (Argentina)